# Fetmållor
Fetmållor (Atriplex) är ett släkte av amarantväxter. Fetmållor ingår i familjen amarantväxter.

## Bildgalleri

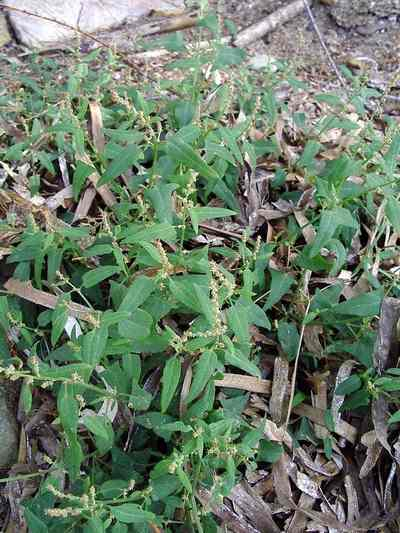
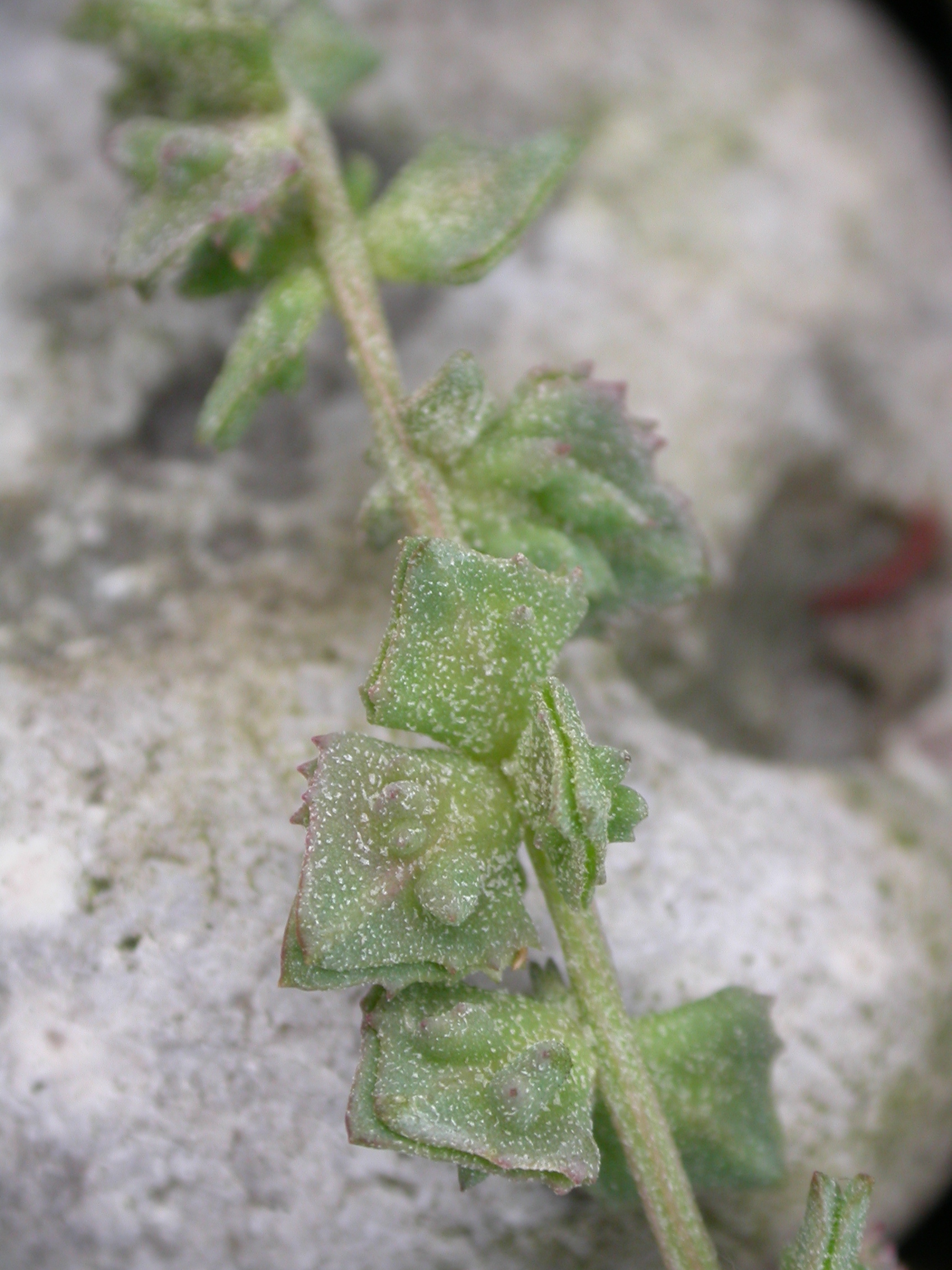
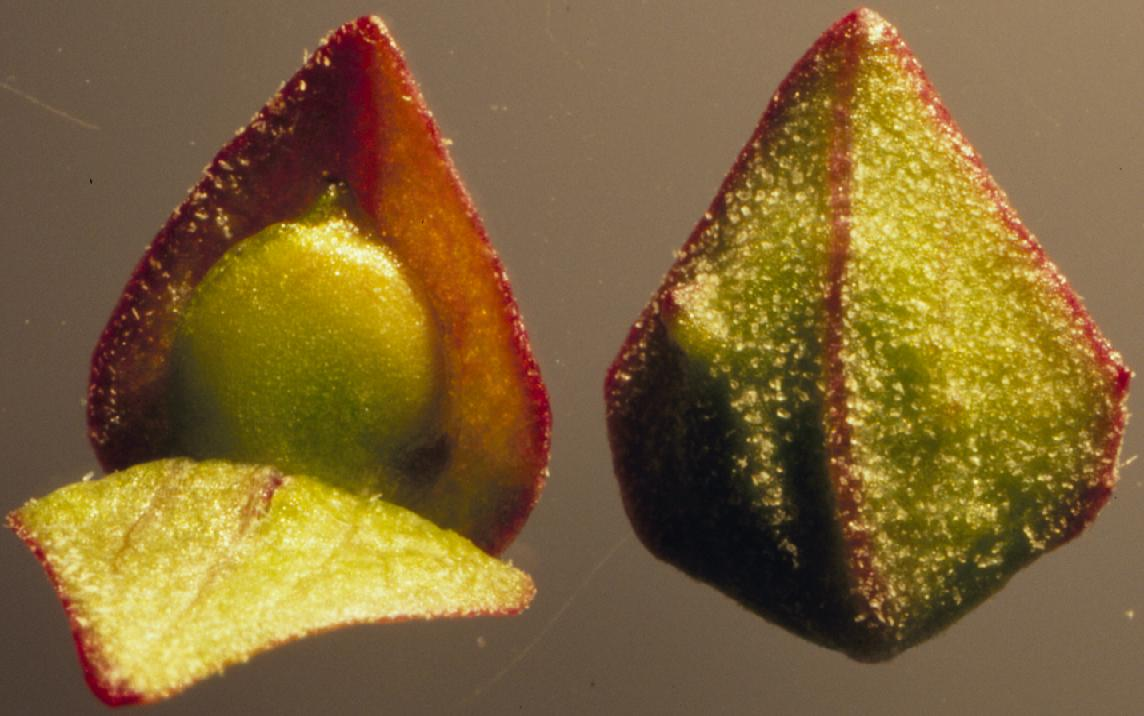
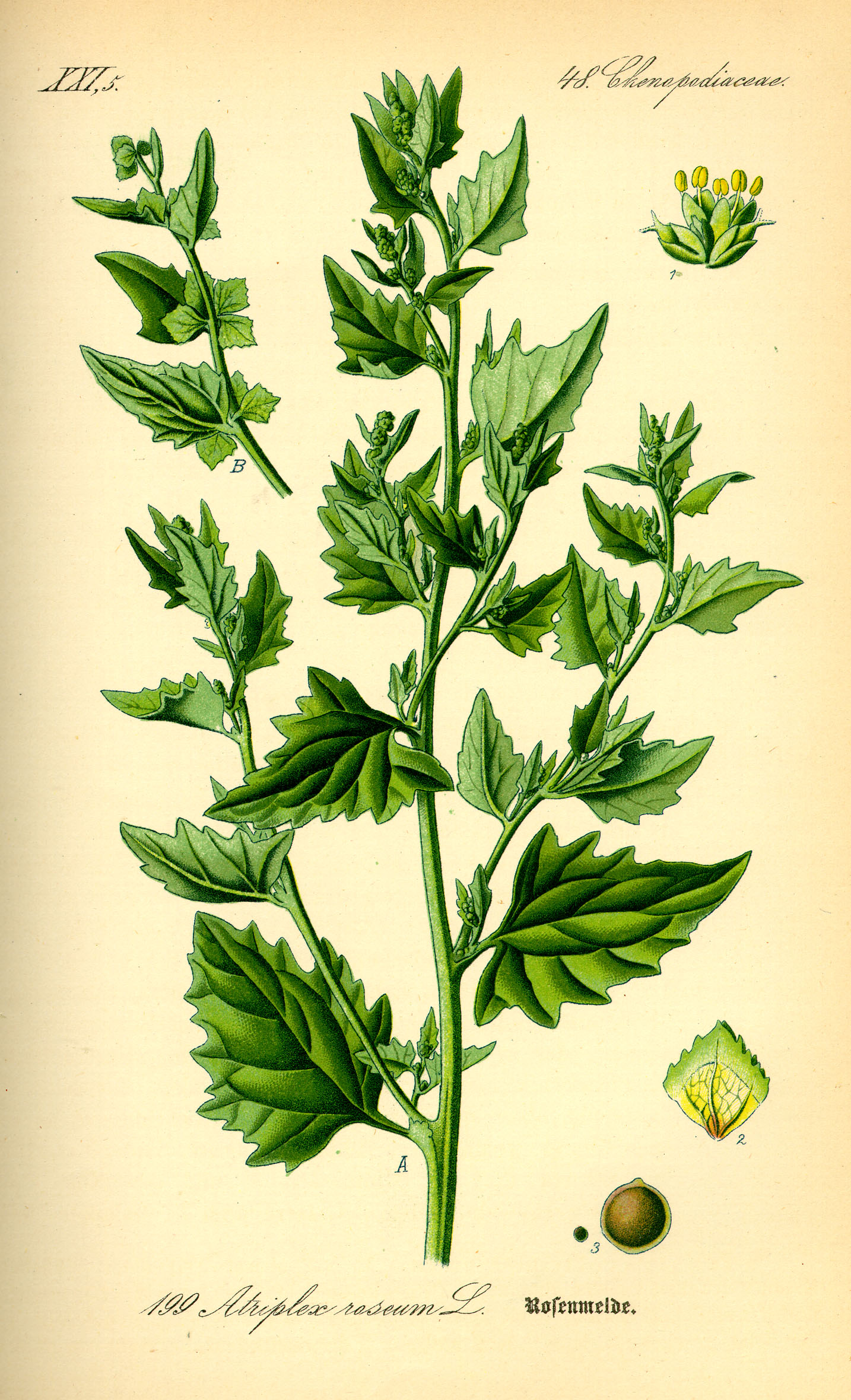
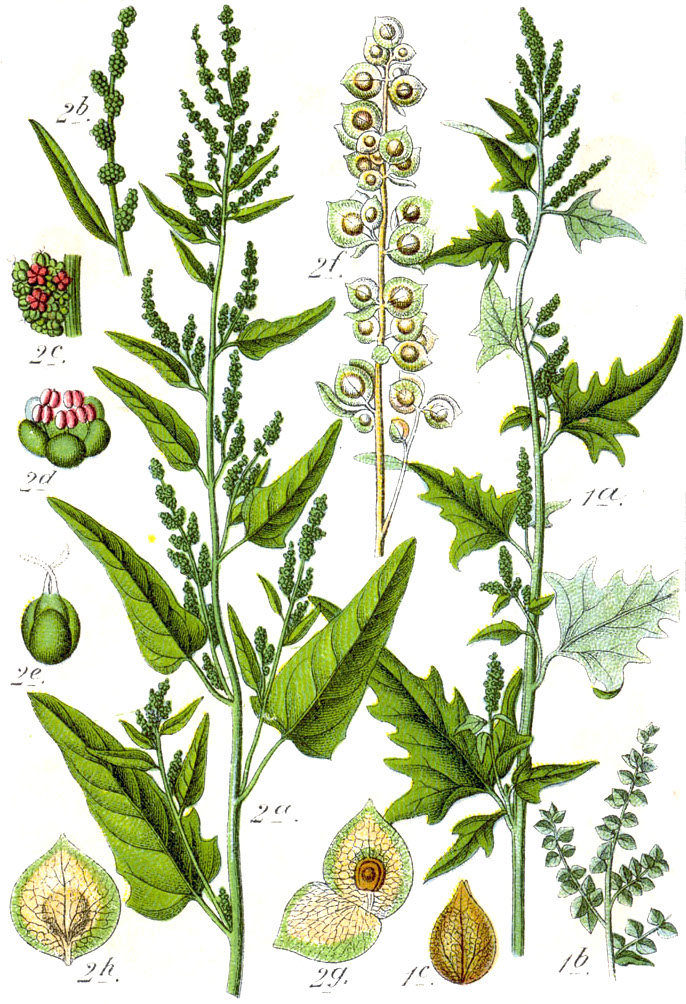

## Dottertaxa till Fetmållor, i alfabetisk ordning[1]
- Atriplex acanthocarpa
- Atriplex acutibractea
- Atriplex agrestis
- Atriplex amboensis
- Atriplex angulata
- Atriplex argentea
- Atriplex argentina
- Atriplex aucheri
- Atriplex barclayana
- Atriplex billardieri
- Atriplex bolusii
- Atriplex brenanii
- Atriplex bucharica
- Atriplex californica
- Atriplex calotheca
- Atriplex campestris
- Atriplex cana
- Atriplex canescens
- Atriplex centralasiatica
- Atriplex cephalantha
- Atriplex chenopodioides
- Atriplex cinerea
- Atriplex codonocarpa
- Atriplex colerei
- Atriplex confertifolia
- Atriplex cordobensis
- Atriplex cordulata
- Atriplex coriacea
- Atriplex coronata
- Atriplex corrugata
- Atriplex coulteri
- Atriplex crassifolia
- Atriplex cristata
- Atriplex cuneata
- Atriplex davisii
- Atriplex deserticola
- Atriplex dimorphostegia
- Atriplex eardleyae
- Atriplex elegans
- Atriplex erigavoensis
- Atriplex erosa
- Atriplex expansa
- Atriplex farinosa
- Atriplex fera
- Atriplex flabellum
- Atriplex flexuosa
- Atriplex fominii
- Atriplex gardneri
- Atriplex glabriuscula
- Atriplex glauca
- Atriplex gmelinii
- Atriplex griffithii
- Atriplex halimus
- Atriplex holocarpa
- Atriplex hortensis
- Atriplex hymenelytra
- Atriplex hymenotheca
- Atriplex intracontinentalis
- Atriplex joaquinana
- Atriplex julacea
- Atriplex laciniata
- Atriplex laevis
- Atriplex lampa
- Atriplex lasiantha
- Atriplex lentiformis
- Atriplex leptocarpa
- Atriplex leptoclada
- Atriplex leucoclada
- Atriplex limbata
- Atriplex limosa
- Atriplex lindleyi
- Atriplex linearis
- Atriplex linifolia
- Strandmålla (Atriplex littoralis)
- Atriplex longipes
- Atriplex macropterocarpa
- Atriplex matamorensis
- Atriplex mendozaensis
- Atriplex mendozensis
- Atriplex micrantha
- Atriplex microphylla
- Atriplex moneta
- Atriplex montevidensis
- Atriplex muelleri
- Atriplex muricata
- Atriplex myriophylla
- Atriplex nana
- Atriplex nemorensis
- Atriplex nogalensis
- Atriplex northusana
- Atriplex nudicaulis
- Atriplex nummularia
- Atriplex oblongifolia
- Atriplex obovata
- Atriplex obscurum
- Atriplex oppositifolia
- Atriplex orbicularis
- Atriplex oreophila
- Atriplex ornata
- Atriplex pacifica
- Atriplex paludosa
- Atriplex parishii
- Atriplex parviflora
- Atriplex patens
- Atriplex patula
- Atriplex pedunculata
- Atriplex phyllostegia
- Atriplex pleiantha
- Atriplex polycarpa
- Atriplex portulacoides
- Atriplex powellii
- Atriplex pratovii
- Atriplex pringlei
- Atriplex prostrata
- Atriplex pseudocampanulata
- Atriplex pseudonitens
- Atriplex pumilio
- Atriplex purshiana
- Atriplex pusilla
- Atriplex recta
- Atriplex recurva
- Atriplex repanda
- Atriplex repens
- Atriplex robusta
- Atriplex rosea
- Atriplex sagittata
- Atriplex sarcocarpa
- Atriplex schugnanica
- Atriplex semibaccata
- Atriplex semilunaris
- Atriplex serenana
- Atriplex sibirica
- Atriplex socotranum
- Atriplex sokotranum
- Atriplex spectabilis
- Atriplex spegazzinii
- Atriplex sphaeromorpha
- Atriplex spinifera
- Atriplex spongiosa
- Atriplex stipitata
- Atriplex stocksii
- Atriplex suberecta
- Atriplex subopposita
- Atriplex subspicata
- Atriplex suckleyi
- Atriplex tatarica
- Atriplex tornabenii
- Atriplex transsilvanica
- Atriplex tridentata
- Atriplex truncata
- Atriplex tularensis
- Atriplex turbinata
- Atriplex undulata
- Atriplex watsonii
- Atriplex velutinella
- Atriplex verreauxii
- Atriplex verrucifera
- Atriplex vesicaria
- Atriplex vestita